# New York Knicks 2012-2013

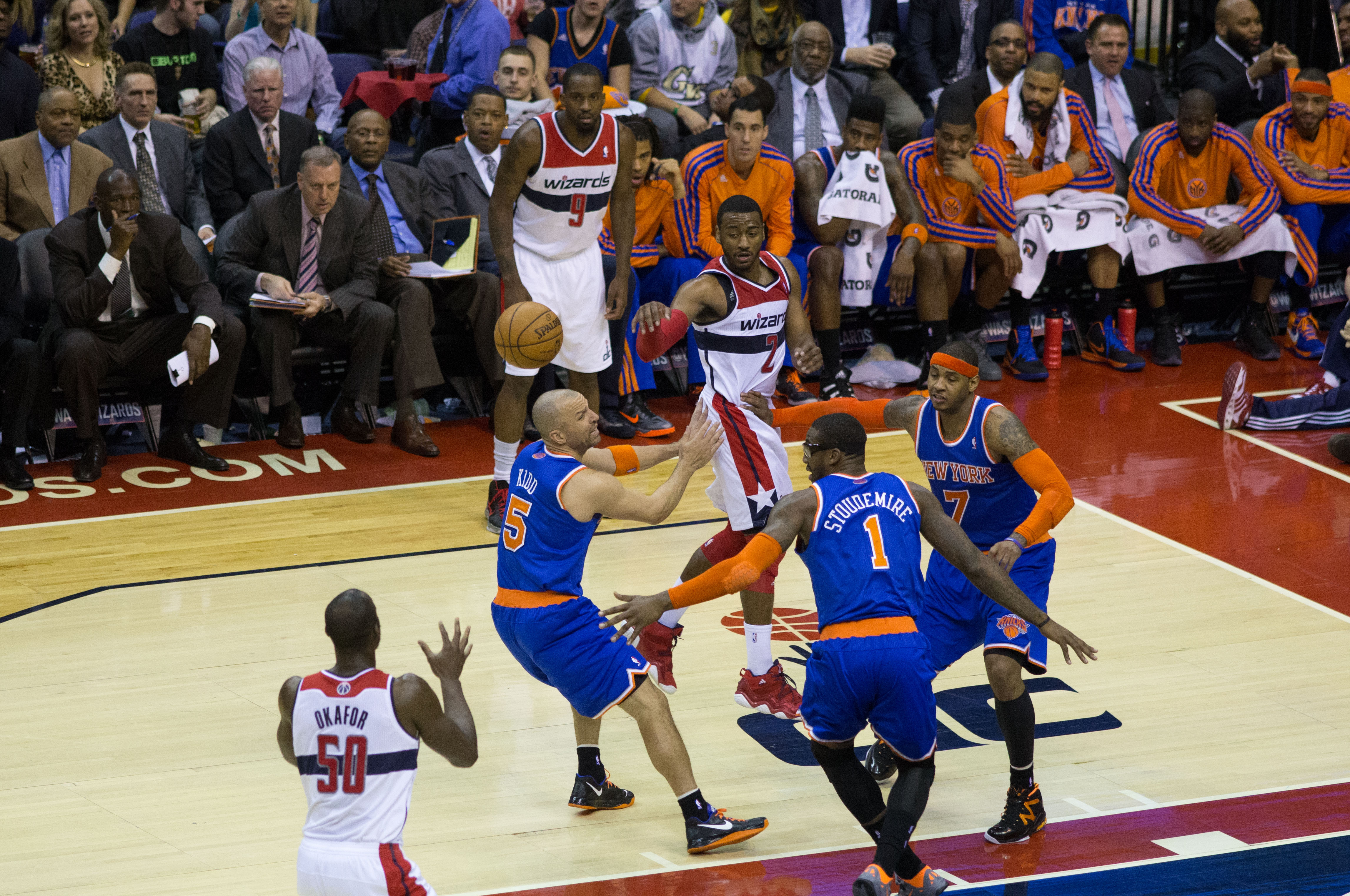
Immagine della partita fra i New York Knicks e i Washington Wizards, 1 marzo 2013

La stagione 2012-13 dei New York Knicks fu la 67ª nella NBA per la franchigia.
I New York Knicks arrivarono primi nella Atlantic Division della Eastern Conference con un record di 54-28. Nei play-off persero in semifinale con gli Indiana Pacers (4-2).

## Scelta draft
| Giro | Chiamata | Giocatore           | Ruolo | Nazionalità | College/Club |
| ---- | -------- | ------------------- | ----- | ----------- | ------------ |
| 2    | 48       | Kōstas Papanikolaou | A     | Grecia      | Olympiakos   |

### Arrivi/partenze
Mercato e scambi avvenuti durante la stagione:
Arrivi
| N° | Naz.                   | Ruolo | Sportivo           | Anno | Alt. | Peso |
| -- | ---------------------- | ----- | ------------------ | ---- | ---- | ---- |
| 2  | Stati Uniti (bandiera) | P     | Raymond Felton     | 1984 | 185  | 93   |
| 3  | Stati Uniti (bandiera) | AG    | Kenyon Martin      | 1977 | 206  | 106  |
| 4  | Stati Uniti (bandiera) | AP    | James White        | 1982 | 201  | 98   |
| 5  | Stati Uniti (bandiera) | P     | Jason Kidd         | 1973 | 193  | 95   |
| 8  | Stati Uniti (bandiera) | G     | J.R. Smith         | 1985 | 198  | 100  |
| 9  | Argentina (bandiera)   | P     | Pablo Prigioni     | 1977 | 191  | 84   |
| 11 | Stati Uniti (bandiera) | GA    | Ronnie Brewer      | 1985 | 201  | 103  |
| 14 | Stati Uniti (bandiera) | AP    | Chris Copeland     | 1984 | 203  | 102  |
| 23 | Stati Uniti (bandiera) | C     | Marcus Camby       | 1974 | 211  | 107  |
| 30 | Stati Uniti (bandiera) | AC    | Rasheed Wallace    | 1974 | 211  | 112  |
| 40 | Stati Uniti (bandiera) | C     | Kurt Thomas        | 1972 | 206  | 104  |
| 55 | Stati Uniti (bandiera) | GA    | Quentin Richardson | 1980 | 198  | 101  |
|    | Stati Uniti (bandiera) | C     | Earl Barron        | 1981 | 213  | 111  |

Partenze
| N° | Naz.                   | Ruolo | Sportivo        |      | Alt. |     |
| -- | ---------------------- | ----- | --------------- | ---- | ---- | --- |
| 2  | Stati Uniti (bandiera) | G     | Landry Fields   | 1988 | 201  | 95  |
| 9  | Stati Uniti (bandiera) | A     | Jared Jeffries  | 1981 | 211  | 109 |
| 17 | Stati Uniti (bandiera) | G     | Jeremy Lin      | 1988 | 191  | 91  |
| 23 | Stati Uniti (bandiera) | G     | Toney Douglas   | 1986 | 188  | 86  |
| 44 | Giamaica (bandiera)    | C     | Jerome Jordan   | 1986 | 213  | 115 |
| 50 | Paesi Bassi (bandiera) | C     | Dan Gadzuric    | 1978 | 211  | 109 |
| 55 | Stati Uniti (bandiera) | C     | Josh Harrellson | 1989 | 208  | 125 |

## Roster
| N° | Naz.                   | Ruolo | Sportivo           | Anno | Alt. | Peso \|\| |
| -- | ---------------------- | ----- | ------------------ | ---- | ---- | --------- |
| 1  | Stati Uniti (bandiera) | AC    | Amar'e Stoudemire  | 1982 | 211  | 118       |
| 2  | Stati Uniti (bandiera) | P     | Raymond Felton     | 1984 | 185  | 93        |
| 3  | Stati Uniti (bandiera) | AG    | Kenyon Martin      | 1977 | 206  | 106       |
| 4  | Stati Uniti (bandiera) | AP    | James White        | 1982 | 201  | 91        |
| 5  | Stati Uniti (bandiera) | P     | Jason Kidd         | 1973 | 193  | 95        |
| 6  | Stati Uniti (bandiera) | C     | Tyson Chandler     | 1982 | 216  | 109       |
| 7  | Stati Uniti (bandiera) | A     | Carmelo Anthony    | 1984 | 203  | 104       |
| 8  | Stati Uniti (bandiera) | G     | J.R. Smith         | 1985 | 198  | 100       |
| 9  | Argentina (bandiera)   | P     | Pablo Prigioni     | 1977 | 193  | 88        |
| 11 | Stati Uniti (bandiera) | GA    | Ronnie Brewer      | 1985 | 201  | 103       |
| 14 | Stati Uniti (bandiera) | AP    | Chris Copeland     | 1984 | 203  | 102       |
| 16 | Stati Uniti (bandiera) | A     | Steve Novak        | 1983 | 208  | 109       |
| 21 | Stati Uniti (bandiera) | G     | Iman Shumpert      | 1990 | 196  | 100       |
| 23 | Stati Uniti (bandiera) | C     | Marcus Camby       | 1974 | 211  | 107       |
| 36 | Stati Uniti (bandiera) | AC    | Rasheed Wallace    | 1974 | 211  | 112       |
| 40 | Stati Uniti (bandiera) | AG    | Kurt Thomas        | 1972 | 206  | 104       |
| 42 | Stati Uniti (bandiera) | C     | Earl Barron        | 1981 | 213  | 111       |
| 54 | Stati Uniti (bandiera) | AG    | Solomon Jones      | 1980 | 208  | 104       |
| 55 | Stati Uniti (bandiera) | GA    | Quentin Richardson | 1980 | 198  | 101       |

### Staff tecnico
- Allenatore: Mike Woodson
- Vice-allenatori: Jim Todd, Darrell Walker, Herb Williams
- Preparatore atletico: Roger Hinds
- Assistente preparatore atletico: Anthony Goenaga

## Stagione regolare

### Classifica per divisione

#### Atlantic Division
|    | Classifica         | V  | P  | %    |
| -- | ------------------ | -- | -- | ---- |
| 1. | N.Y. Knicks        | 54 | 28 | 65,9 |
| 2. | Brooklyn Nets      | 49 | 33 | 59,8 |
| 3. | Boston Celtics     | 41 | 40 | 50,6 |
| 4. | Philadelphia 76ers | 34 | 48 | 41,5 |
| 5. | Toronto Raptors    | 34 | 48 | 41,5 |